# Vasubandhu
Cette page contient des caractères spéciaux ou non latins. S’ils s’affichent mal (▯, ?, etc.), consultez la page d’aide Unicode.
Vasubandhu (sanskrit, Vasubandhu, littéralement « bonne parenté »  — vasu, bon ou excellent; bandhu, parenté; chinois Shiqin (Shìqīn 世親 « parenté de génération en génération ») ou Tianqin (Tiānqīn 天親 « parenté céleste »), tibétain dbyig gnyen, japonais Seshin (世親) coréen Sech'in ; actif aux environs des IVe–Ve siècles) est un moine bouddhiste originaire du Gandhara. Il est l’un des fondateurs de l’école yogācāra avec son demi-frère Asanga, ainsi que Maitreyanatha. Il est également le vingt-et-unième patriarche du chan ou du zen. Il est souvent considéré comme un bodhisattva.
Il compte parmi les auteurs les plus influents du bouddhisme, et il est le seul à avoir apporté des contributions importantes à la fois aux écoles du bouddhisme ancien et au bouddhisme Mahâyâna. Traduits en chinois et en tibétain, ses écrits — dont le plus important est l'Abhidharmakosha (« Trésor de l’Abhidhamma ») —  ont exercé une influence importante sur ces deux grands mouvements du bouddhisme, ainsi que sur le bouddhisme vajrayāna.

## Biographie
Les sources concernant la vie de Vasubandhu sont d'abord une Biographie de Vasubandhu, traduite en chinois par le moine d'origine indienne Paramārtha  499-569), important exégète de l’école yogācāra; ensuite Le Grand Livre de la dynastie Tang des régions occidentales  de Xuanzang  qui relate le voyage de  (Xuánzàng 玄奘 600-664) en Inde, ainsi que deux auteurs tibétains, Taranatha et Bu-ston ; ces différentes sources concordent rarement dans les détails.
Les dates de sa naissance et de sa mort sont incertaines. Indiquées selon la tradition bouddhiste en années écoulées depuis le parinirvâna du Bouddha, date variable selon les traditions, elles peuvent présenter cent à deux cents ans de différence chez le même auteur suivant les passages. Il serait donc né au plus tôt au milieu du IIIe siècle et au plus tard au début du Ve siècle. Tous, par contre, s’accordent à le faire mourir à quatre-vingts ans.
Vasubandhu serait né à Puruşapura (actuelle Peshawar) dans le Gandhâra. Les sources tibétaines relatent une version probablement symbolique de ses origines, qui fait de sa mère une nonne du nom de Prasannashila. Consciente de vivre dans une période de déclin du bouddhisme et mue par le désir de contribuer à son maintien, elle aurait abandonné le célibat pour mettre au monde deux fils, Asanga né d’un roi (caste des kshatriyas), puis Vasubandhu né d’un brahmane, alors qu’Asanga était déjà moine ou novice. Ils auraient de plus un jeune frère du nom de Virinchivatsa. Selon les sources chinoises, Vasubandhu et Asanga sont tous deux des brahmanes de gotra (nom de famille) Kaushika, et leur mère se nomme Virinchi.

### Parcours philosophique et religieux
Il entra tout d’abord dans l'école Sarvastivada (Sarvāstivāda ou Vaibhashika), la mieux implantée au Gandhara, dont le centre se trouvait au Cachemire. On lui connait deux maîtres importants : Manoratha et Buddhamitra, ce dernier mentionné par le seul Paramārtha. C’est en tout cas Manoratha qui l’aurait introduit aux idées de l’école Sautrāntika, fondamentalistes qui rejetaient tout ce qui leur semblait surimposé au discours originel du Bouddha, et jugeaient absurde et ridicule la philosophie des sarvāstivādins.
Vasubandhu se serait alors rendu au Cachemire pour s’informer à la source. À son retour, il aurait entamé un examen général des concepts sarvāstivādin, les expliquant le jour à des élèves, et composant le soir un verset (karika) récapitulant son enseignement de la journée. C’est ainsi qu’il rédigea le Trésor de l’Abhidharma (Abhidharmakośa), à Ayodhya dans l’actuel Uttar Pradesh, ou dans les environs de Puruṣapura selon le Dàtáng xīyóujì. La tradition prétend que les sarvāstivādins, enchantés de voir leurs théories si brillamment exposées, lui en auraient commandé le commentaire (Abhidharmakośabhāṣya), avant de déchanter en constatant que Vasubandhu critiquait systématiquement leurs idées selon le point de vue sautrantika.
Ils rédigèrent par la suite moult traités pour le contrer.
Il aurait ensuite passé plusieurs années à circuler de place en place accompagné de ses maîtres. Il serait ainsi passé à Shakala qui pourrait être  Sialkot au Pakistan. Il aurait bénéficié de la faveur de deux souverains Gupta, nommés Vikramāditya et Balāditya, qui pourraient être Skandagupta (r.455-467) et Narasimhagupta (r. 467-473) si une date de naissance tardive est admise. C’est à Ayodhya que son frère, déjà gagné à la pensée mahāyāna, l’aurait converti, s’appuyant en particulier sur l’Akṣayamati nirdeśa-sūtra et le Daśabhūmika sūtra (Sūtra des dix terres). Vasubandhu rejoignit donc le yogācāra. Auparavant, prétendent les sources, il n’aurait eu que dédain pour les théories d'Asanga. Le tibétain Bu-ston lui prête cette réflexion : « Pauvre Asanga, il a médité dans la forêt pendant douze ans et n’en a rien retiré, c’est pourquoi il a inventé un système si lourd et encombrant que seul un éléphant pourrait le porter ! ».
Il écrivit par la suite des commentaires de textes mahāyāna et des traités yogācāra, tout en participant à de nombreux débats dans lesquels il excellait. Sur la fin de sa vie, il les abandonna pour se consacrer exclusivement à la méditation. Il mourut à quatre-vingts ans, à Ayodhya ou dans l’actuel Népal selon les sources.

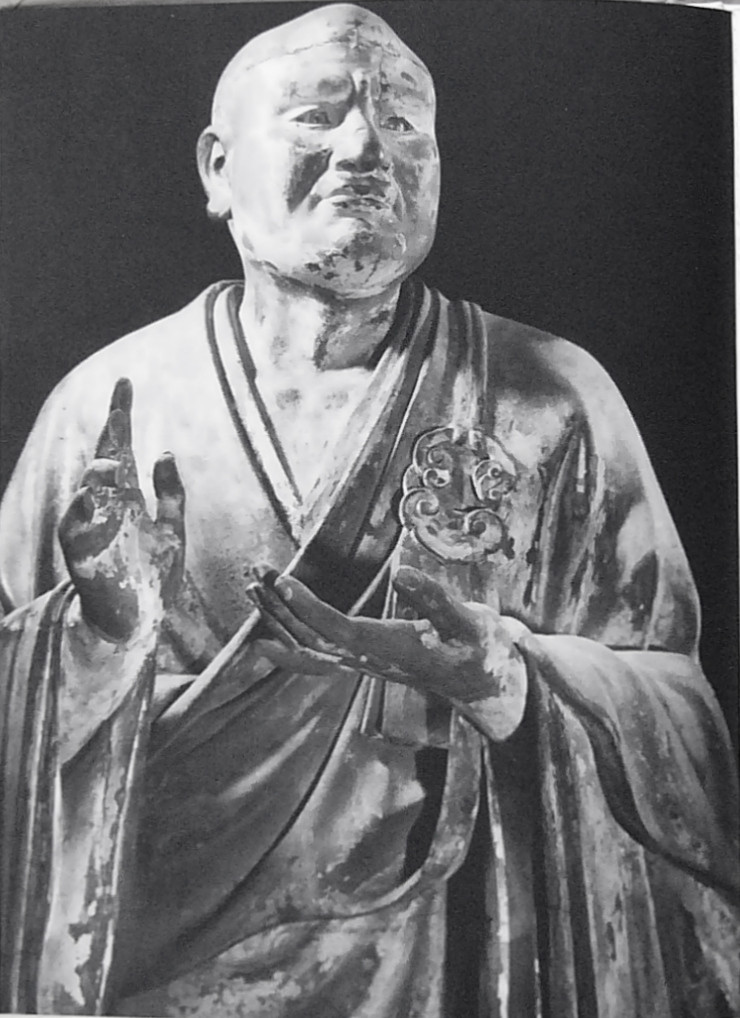
Statue représentant Vasubandhu. Bois sculpté, hauteur totale 186cm, début XIII, probablement 1208. Temple Kōfuku-ji, pavillon octogonal nord, Nara, Japon.

## Œuvre
La tradition lui attribue cinq cents textes hīnayāna et cinq cents mahāyāna, mais seuls quarante-sept sont connus, dont neuf en sanscrit, vingt-sept en chinois et trente-trois en tibétain.
- Principales créations :
  - Abhidharmakośa (Trésor de l'Abhidharma) ; il est au programme de toutes les études bouddhistes en Extrême-Orient et au Tibet. Vasubandhu y présente soixante-quinze dharmas (phénomènes) en analysant leurs relations et leur nature karmique, dans l’optique de l’atteinte de la bodhi (sagesse). S’y ajoutent divers commentaires sur la cosmologie, la méditation, la perception, la causalité, la renaissance, l’éveil.
  - Pañcaskandhaprakaraṇa (Exposé des cinq skandhas)
  - Karmasiddhiprakaraṇa (Exposé des fondements du karma) ; y apparait le concept de réservoir de conscience (alaya vijñāna) qui engrange une graine (bīja) provenant du vécu du moment, qui germera dans le vécu suivant ; la sensation de continuité temporelle et la rétribution karmique sont ainsi expliquées sans recourir à l’hypothèse d’une âme individuelle (jīvātman) ;
  - Vijñāptimātratāśāstra (Traité de la conscience seule / Traité de la pensée unique)
  - Vimśatikā (Les vingt versets de la pensée unique / La Vingtaine)[7]
  - Trimśikā (Les trente versets de la pensée unique / La Trentaine), texte important pour les yogācāras chinois (Fǎxiàng) et japonais (Hosso)
  - Trisvabhāvanirdeśa (Exposé des trois natures).
  - Fóxìnglùn (《佛性論》) (Traité sur la nature de bouddha)
- Textes commentés par Vasubandhu:
  - Abhidharmakośa (Trésor de l'Abhidharma); commentaire: Abhidharmakośabhāṣya (Autocommentaire du Trésor de l'Abhidharma)
  - Madhyāntavibhāga (Discrimination entre le milieu et les extrêmes) attribué à Asanga ou Maitreyanātha
  - Mahāyānasūtrālaṃkāra (Ornement des sutras mahayana) attribué à Asanga ou Maitreyanātha
  - Dharmadharmatāvibhāga (Discrimination entre existence et essence) attribué à Asanga ou Maitreyanātha
  - Mahāyānasaṃgraha (Somme du mahayana) attribué à Asanga
  - Sukhavativyūha sūtra, l’un des trois sutras du courant Terre pure ; commentaire : Sukhavativyūha sūtra nirdeśa
  - Daśabhūmikasūtra (Sūtra des dix terres); commentaire: Daśabhūmika bhāṣya
  - Avataṃsakasūtra
  - Nirvāṇasūtra
  - Vimālākīrtinirdeśasūtra
  - Śrīmaladevīsūtra

### Autres influences
Vasubandhu est considéré comme le philosophe yogācāra dont les textes ont exercé la plus grande influence sur les branches chinoises du courant :
- l’école Dìlùn (地論宗), née au début du VIe siècle, se base sur le commentaire du Sūtra des dix terres (Dashabhumikasutranirdesha)
- l’école Shèlùn (摂論宗), née dans la seconde moitié du VIe siècle, se base sur la traduction que Paramārtha fit de la Somme du mahāyāna (Mahāyānasamgraha)
- l’école Fǎxiàng (法相宗) fondée au VIIe siècle par Xuanzang et son disciple Kuiji (Kuìjī 窺基 632 - 682) se base sur La trentaine (Trimśikā) et vient remplacer Shèlùn ;

#### Traductions
- L’Abhidharmakosa de Vasubandhu, traduit et annoté par Louis de la Vallée Poussin, Paris, Paul Geuthner, , 1923-1931, 6 vol., rééd. 1971. vol.1 vol.2 vol.3 vol.4 vol.5 vol.6 Internet Archive (PDF)

- Vasubhandu (trad. du tibétain, introduction, présentations et notes par Philippe Cornu), Cinq traités sur l'esprit seulement, Paris, Fayard, coll. « Trésors du bouddhisme », 2008, 302 p. (ISBN 978-2-213-63604-7)Contient "Le Traité des cinq agrégats", "La Discussion sur les preuves du karma", "La Vingtaine", "La Trentaine", "L'Enseignement qui certifie les trois natures".

#### Sources
- (en) « The Life of Vasubandhu by Paramārtha »  (trad. J. Takakusu), T'oung Pao, no 5,‎ 1904, p. 269 - 296 (lire en ligne [13 décembre 2024])
- (en) The Lives of Great Monks and Nuns  (trad. Li Rongxi & Albert A. Dalia), Berkeley, Numata Center for Translation and Research, 2002, xi + 245 p. (ISBN 1-886-43914-1, lire en ligne), « Biography of Dharma Master Vasubandhu (introd. et trad. AA. Dalia) », p. 31-56

#### Études
- (en) Robert E. Buswell Jr. et Donald S. Lopez Jr., The Princeton Dictionary of Buddhism, Princeton, Princeton University Press, 2014, xxxii + 1265 p. (ISBN 978-0-691-15786-3)
- Jean-Marc Vivenza, Tout est conscience : une voie d'éveil bouddhiste, l'école du Yogâcâra (Cittamātra), Albin Michel, coll. « Spiritualités vivantes », 2010.
- Johannes Bronkhorst et Karin Preisendanz (Eds.), From Vasubandhu to Caitanya. Studies in Indian Philosophy and Its Textual History, Delhi, Motilal Banarsidass Publishers, 2010, 300 p. (ISBN 978-8-120-83472-9)
- (en) David J. Kalupahana, ,, The Principles of Buddhist Psychology, Albany (NY), State University of New York Press, 1987, xiv + 236 p. (ISBN 0-887-06404-3, lire en ligne)
- (en) K.T.S Sarao, « Vasubandhu (fl. 4th or 5th cn. C.E.) », sur iep.utm.edu, The Internet Encyclopedia of Philosophy, s.d. (consulté le 13 décembre 2024)
- (en) Jonathan C. Gold, « Vasubandhu », sur plato.stanford.edu, Stanford Encyclopedia of Philosophy, 2021 (consulté le 13 décembre 2024)